# Tesla Roadster
La Tesla Roadster è un'auto elettrica, realizzata dalla casa automobilistica californiana Tesla Motors, venduta dal 2008 al 2012 in circa 2.450 esemplari.
Il 6 febbraio 2018 un esemplare è stato lanciato in orbita intorno al sole passando nel 2020 a circa 8 milioni di km da Marte, diventando così la prima automobile commerciale della storia ad andare nello spazio.

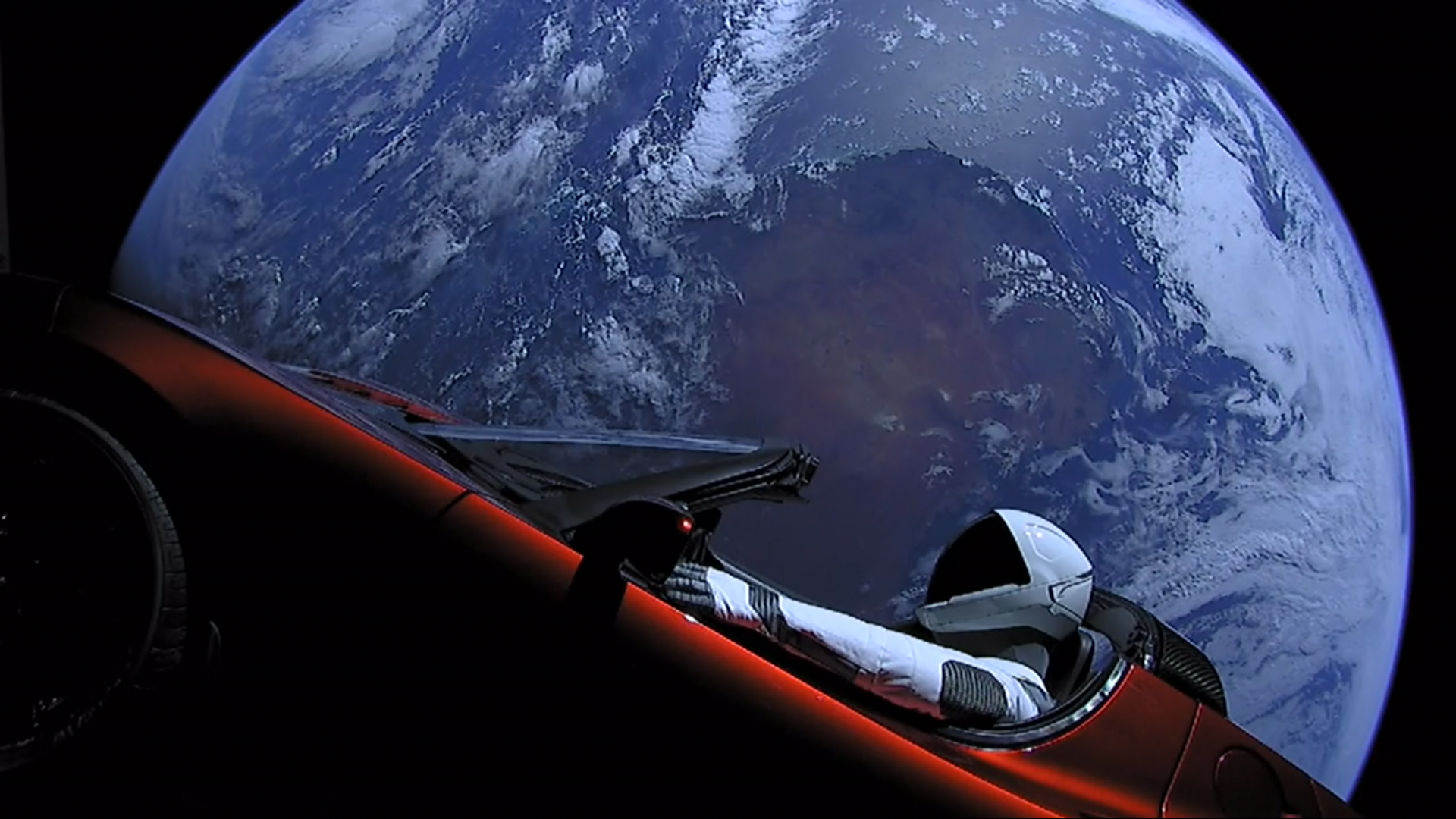
Lancio della Roadster da parte di SpaceX

## Specifiche tecniche e sviluppo

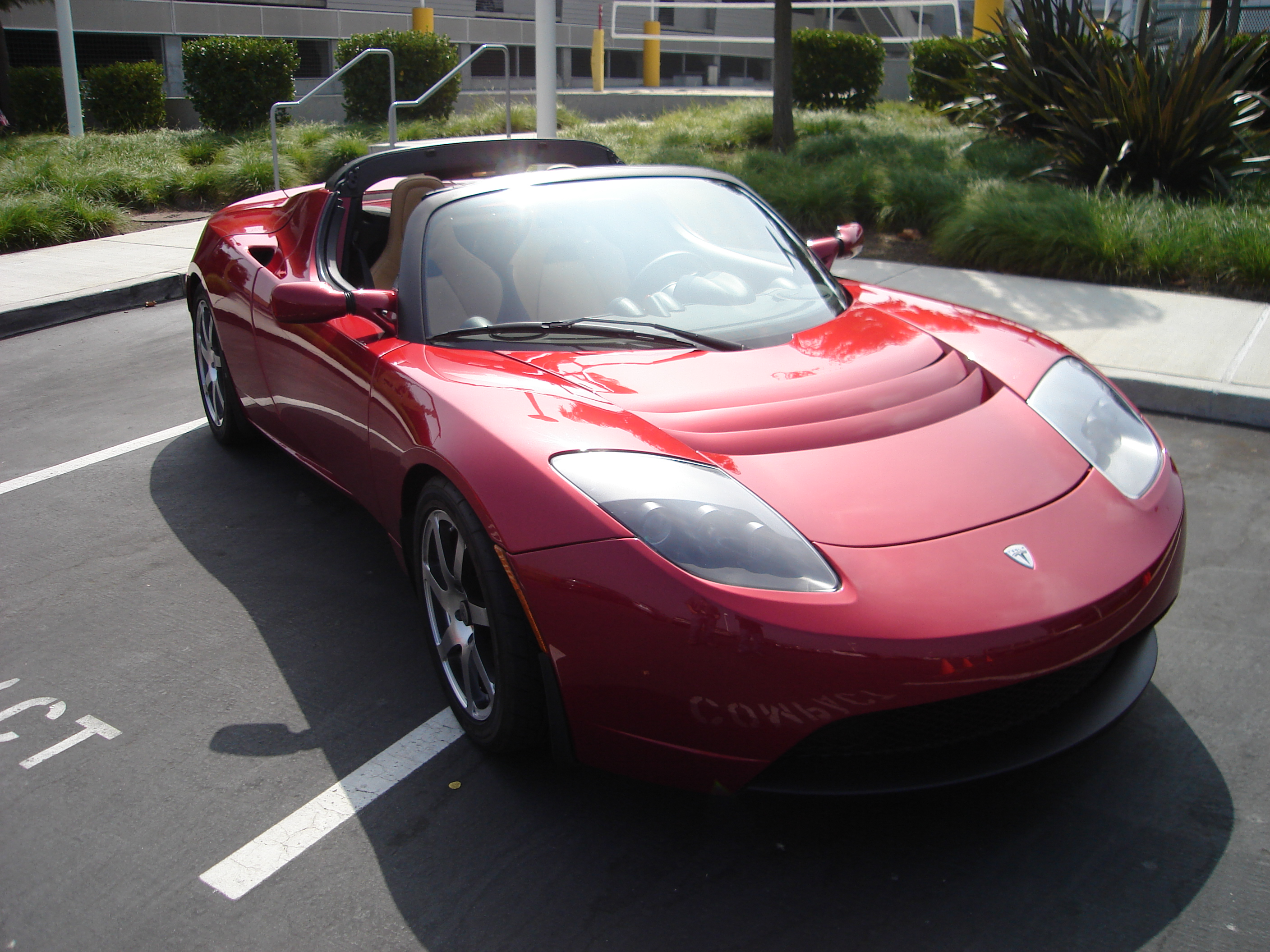
Prototipo presentato nel 2006

Si tratta di un'autovettura roadster, ovverosia un'automobile sportiva a due posti, munita di un motore elettrico asincrono trifase con trasmissione monomarcia BorgWarner a coppia continua funzionante a 14.000 giri al minuto a massimo carico, capace di raggiungere una velocità massima di oltre 200 km/h e di sviluppare una accelerazione da 0 a 100 km/h in 3,9 secondi. Il computer di bordo permette di scegliere tra cinque modalità operative - Maximum Performance, Maximum Range, Standard, Storage, Valet - e governa il sistema di ricarica delle batterie agli ioni di litio in dotazione. Queste batterie forniscono all'auto elettrica un'autonomia di 392 chilometri e la loro ricarica completa, attraverso le apposite colonnine di rifornimento, dura circa tre ore e mezzo, mentre per una ricarica all'ottanta per cento sono sufficienti due ore circa. L'eventuale ricarica attraverso il normale impianto elettrico di casa necessita invece di 10/15 ore. La Tesla Roadster è una delle prime automobili a montare freni a rigenerazione elettrica, i quali presentano forti punti di contatto con il sistema frenante dello scooter elettrico Vectrix. La carrozzeria in fibra di carbonio è stata realizzata in collaborazione con la Lotus Cars e difatti si notano le somiglianze con il design della Lotus Elise seconda serie.
Il progetto è stato in cantiere per più di cinque anni per poi essere ufficialmente presentato come prototipo il 19 giugno 2006. Le versioni successive sono state quindi esposte durante i più importanti saloni automobilistici internazionali. L'avvio della produzione è avvenuto nel febbraio 2008.

### Sport Model

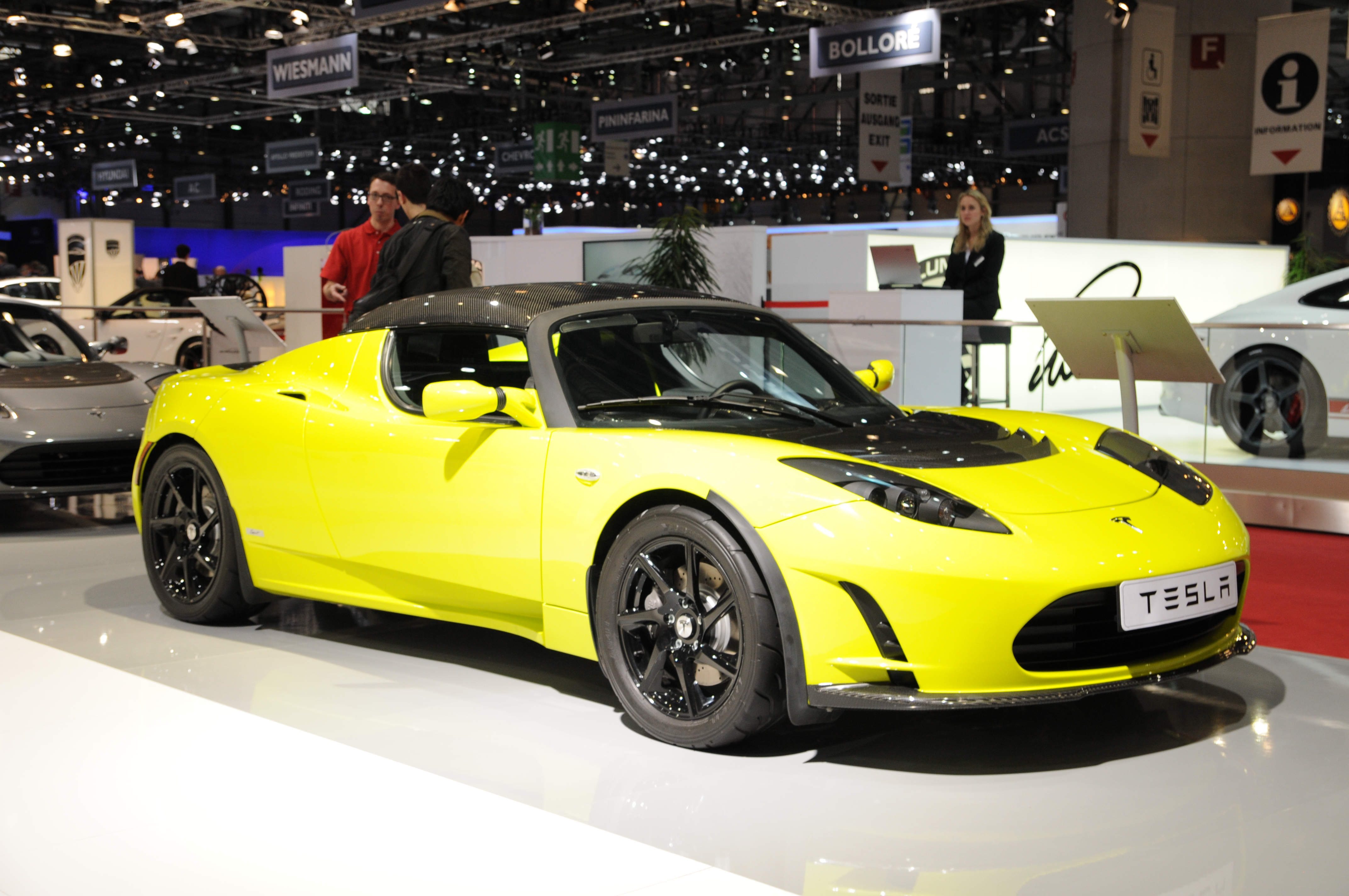
Una Tesla Roadster Sport

La Sport Model è la versione più sportiva della Tesla Roadster. Rispetto al primo modello sono state migliorate le prestazioni grazie a interventi tecnici finalizzati ad incrementare la potenza di torsione della coppia, con di serie le sospensioni, ora regolabili in base alle preferenze del guidatore  ed è in grado di raggiungere i 100 km/h da ferma in 3,7 secondi, migliorando di 2 decimi di secondo il tempo ottenuto dal modello standard.

## Commercializzazione

### Nordamerica
Nel marzo 2008 la società ha iniziato la consegna delle prime automobili. Nel mese di febbraio 2009 la produzione ha superato la quota di cento veicoli al mese. Nonostante il costo elevato (attorno ai 100.000 Dollari) la Tesla Motors ha dichiarato di aver già ricevuto prenotazioni per tutta la produzione prevista per il 2008 e per il primo semestre del 2009 (circa 1000 pezzi); fino a marzo 2009 sono state consegnate 320 vetture.

### Europa
L'immissione sul mercato europeo è iniziata nel maggio 2009. L'ufficio commerciale Tesla in Europa è a Londra mentre l'assistenza ha base nel Principato di Monaco. La Tesla Motors ha riservato per l'Italia 25 Roadster per il 2009 e 90 per il 2010. Nel corso del biennio 2009-2010 sono stati aperti i primi concessionari automobilistici esclusivamente dedicati alla vendita e all'esposizione della Tesla Roadster a Zurigo, Monaco di Baviera e Parigi.
Il primo Tesla Store italiano è stato inaugurato l'11 febbraio 2011 a Milano.
All'inaugurazione dello showroom milanese ha partecipato Elon Musk, principale azionista ed amministratore delegato di Tesla Motors.